# Oratorium (byggnad)

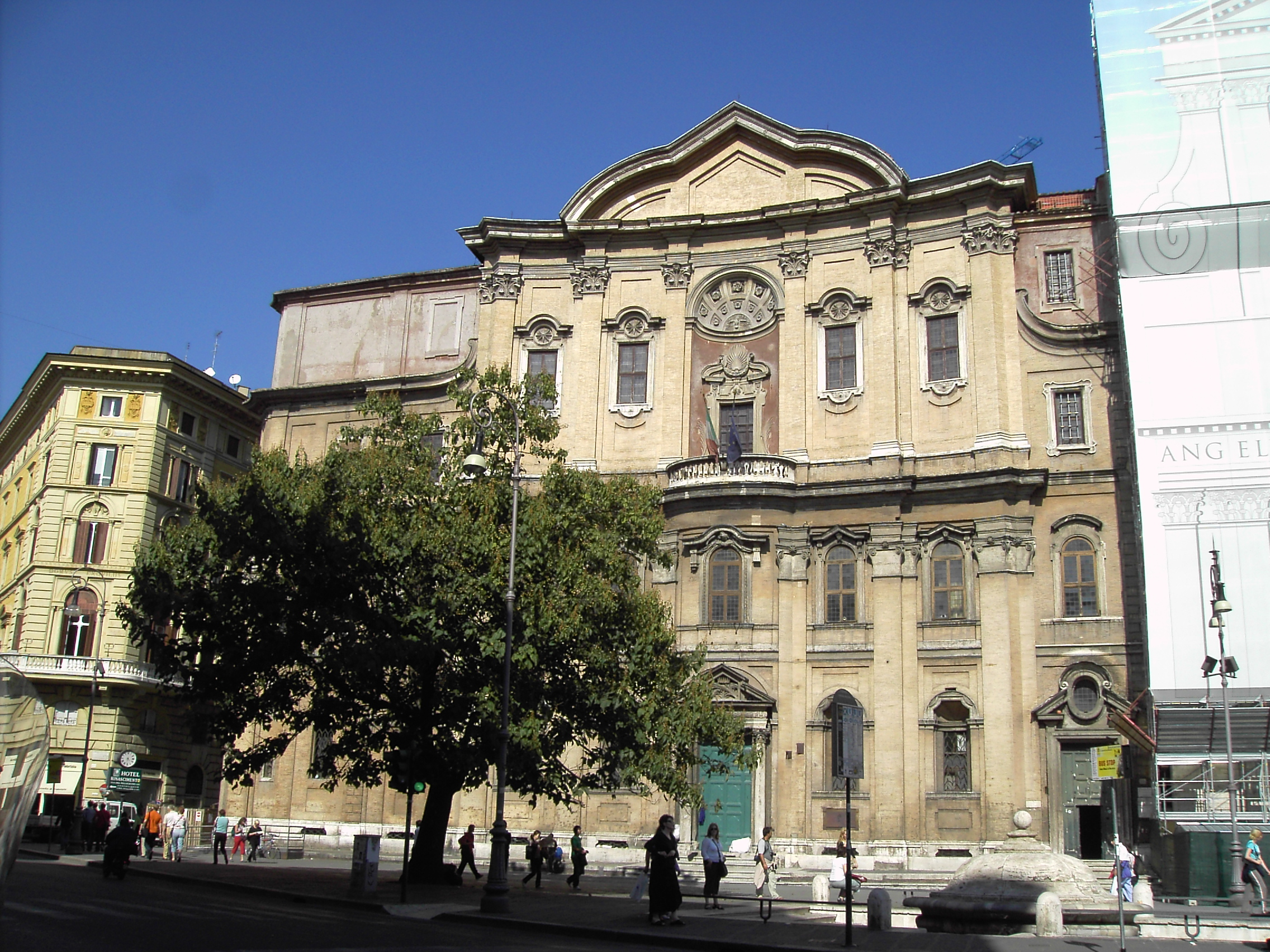
Oratorio dei Filippini i Rom.

Oratorium (av latin orare ’bedja’, ’anropa’) var ursprungligen en benämning på tidigkristna bönekapell, vanligen för privat bruk. Ordet har sedan använts om olika slags kapell, privata hus, palats eller gravbyggnader.
Oratorium syftar även på ett centrum grundat i Rom av Filippo Neri 1575 för den av honom stiftade kongregationen av oratorianer. I hans kyrka började man framföra musikverk med en blandning av soloröster och kör, och denna musikform övertog i sin tur namnet oratorium. Filippo Neris oratorium, Oratorio dei Filippini (ritat av Francesco Borromini och uppfört 1637–1650), är beläget vid Piazza della Chiesa Nuova, några kvarter väster om Piazza Navona.